# Johnny Jacobsen
Johnny Jacobsen (Kopenhagen, 19 november 1955) is een Deens oud-voetballer. Hij speelde in de Nederlandse eredivisie voor Feyenoord en Willem II. Hij kwam één keer uit voor het Deens voetbalelftal.
Met de Rotterdammers kwam hij in 1981/1982 uit in de UEFA Cup tegen Szombierki Bytom. In 1980/1981 eindigde hij met Feyenoord na een tweede plaats tijdens de winterstop uiteindelijk als 4e (doelsaldo +26 (74-48)) en haalde met de club uit Rotterdam-Zuid een halve finale in de Europa Cup II (voor bekerwinnaars), waarin Feyenoord nipt werd uitgeschakeld door FC Dinamo Tbilisi (Sovjet-Unie, thans Georgië): 3-0 uitnederlaag, 2-0 thuiszege in april 1981. Het seizoen 1981/1982 was een stuk minder succesvol. Feyenoord eindigde slechts als zesde en dan nog geflatteerd, want het doelsaldo bedroeg slechts +2 (61-59).